# Heinrich II. (Augsburg)
Heinrich II. (Herkunft und Abstammung unbekannt; † 3. September 1063) war von 1047 bis 1063 Bischof von Augsburg.
Vor seiner bischöflichen Amtszeit war Heinrich II. Mitglied der Hofkapelle des Kaisers Heinrich III. und von 1046 bis 1047 Leiter der italienischen Kanzlei, in der die Urkunden, die die italienischen Teile des Reichs betrafen, vorbereitet wurden. Seine Laufbahn ist damit typisch für das ottonisch-salische Reichskirchensystem. Als Bischof von Augsburg war Heinrich verantwortlich für die Erweiterung des Augsburger Doms und der bischöflichen Pfalz.